# Catalogo Apple Records
Questo è il catalogo della Apple Records, etichetta discografica creata dai Beatles nel 1968. Durante i primi anni, la casa discografica ebbe un grande successo commerciale, principalmente grazie ai dischi dei Beatles stessi, ma anche grazie ad artisti quali Mary Hopkin e Badfinger, o James Taylor e Billy Preston, che in seguito riscossero ancora più successo firmando per altre etichette. Tuttavia, a metà anni settanta, la Apple si era ormai ridotta a pubblicare unicamente i dischi solisti degli ex-Beatles. Quando il contratto che legava questi ultimi alla EMI terminò nel 1976, la Apple cessò ogni pubblicazione. L'etichetta venne riattivata negli anni novanta grazie alle ristampe di numerosi album del catalogo Apple in formato compact disc, e all'uscita di nuove produzioni targate Beatles come Anthology e 1.

## Singoli
| Numero di catalogo | Numero di catalogo | Numero di catalogo | Numero di catalogo | Artista                                       | Titolo                                                                             | Data     | Data     | Data     | Data |
| UK                 | US                 | Aus.               | NZ                 | Artista                                       | Titolo                                                                             | UK       | US       | Aus.     | NZ   |
| ------------------ | ------------------ | ------------------ | ------------------ | --------------------------------------------- | ---------------------------------------------------------------------------------- | -------- | -------- | -------- | ---- |
| R 5722             | 2276               | A-8493             |                    | The Beatles                                   | Hey Jude / Revolution                                                              | 30.08.68 | 26.08.68 | 19.09.68 | -    |
| APPLE 1            | -                  | -                  | -                  | Frank Sinatra                                 | The Lady Is a Champ - But Beautiful                                                | -        | -        | -        | -    |
| APPLE 2            | 1801               | APPLE-8526         | APPLE 2            | Mary Hopkin                                   | Those Were the Days / Turn! Turn! Turn!                                            | 30.08.68 | 26.08.68 | .68      | .68  |
| APPLE 3            | 1802               | APPLE-8537         | -                  | Jackie Lomax                                  | Sour Milk Sea / The Eagle Laughs at You                                            | 30.08.68 | 26.08.68 | .68      | -    |
| APPLE 4            | 1800               | -                  | -                  | John Foster & Sons Ltd. Black Dyke Mills Band | Thingumybob / Yellow Submarine                                                     | 30.08.68 | 26.08.68 | -        | -    |
| APPLE 5            | 1803               | APPLE-8631         | APPLE 5            | The Iveys                                     | Maybe Tomorrow / And Her Daddy's a Millionaire                                     | 15.11.68 | 27.01.69 | .69      | .69  |
| -                  | -                  | -                  | -                  | The Beatles                                   | Back in the USSR / Don't Pass Me By                                                | -        | -        | -        | -    |
| APPLE 6            | 1804               | APPLE-8739         | APPLE 6            | Trash                                         | Road to Nowhere / Illusions                                                        | 24.01.69 | 03.03.69 | 05.69    | .69  |
| -                  | -                  | A-8693             | NZP.3318           | The Beatles                                   | Ob-La-Di, Ob-La-Da / While My Guitar Gently Weeps                                  | -        | -        | 20.02.69 | .69  |
| -                  | -                  | -                  | -                  | The Beatles                                   | Ob-La-Di, Ob-La-Da / I Will                                                        | -        | -        | -        | -    |
| APPLE 7            | -                  | -                  | -                  | Mary Hopkin                                   | Lontano dagli occhi / The Game                                                     | 07.03.69 | -        | -        | -    |
| APPLE 8            | -                  | -                  | -                  | Brute Force                                   | King of Fuh / Nobody Knows                                                         | 16.05.69 | -        | -        | -    |
| APPLE 9            | -                  | -                  | -                  | Mary Hopkin                                   | Prince En Avignon / The Game                                                       | 07.03.69 | -        | -        | -    |
| -                  | 1805               | -                  | -                  | James Taylor                                  | Carolina in My Mind / Taking It In                                                 | -        | 17.03.69 | -        | -    |
| -                  | -                  | -                  | -                  | James Taylor                                  | Knocking 'Round the Zoo / Something's Wrong                                        | -        | -        | -        | -    |
| APPLE 10           | 1806               | APPLE-8726         | APPLE 10           | Mary Hopkin                                   | Goodbye / Sparrow                                                                  | 28.03.69 | 07.04.69 | .69      | .69  |
| R 5777             | 2490               | A-8763             | NZP.3325           | The Beatles with Billy Preston                | Get Back / Don't Let Me Down                                                       | 11.04.69 | 05.05.69 | 08.05.69 | .69  |
| APPLE 11           | -                  | APPLE-8788         | APPLE.11           | Jackie Lomax                                  | New Day / Fall Inside Your Eyes                                                    | 09.05.69 | -        | .69      | .69  |
| R 5786             | 2531               | A-8793             | NZP.3329           | The Beatles                                   | The Ballad of John and Yoko / Old Brown Shoe                                       | 30.05.69 | 04.06.69 | 19.06.69 | .69  |
| -                  | 1807               | -                  | -                  | Jackie Lomax                                  | New Day / Thumbin' a Ride                                                          | -        | 02.06.69 | -        | -    |
| APPLE 12           | 1808               | APPLE-8841         | APPLE.12           | Billy Preston                                 | That's the Way God Planned It / What About You                                     | 27.06.69 | 14.07.69 | .69      | .69  |
| APPLE 13/ R 5795   | 1809               | A-8833             | NZP.3333           | Plastic Ono Band                              | Give Peace a Chance / Remember Love                                                | 04.07.69 | 07.07.69 | .69      | .69  |
| APPLE 14           | -                  | -                  | -                  | The Iveys                                     | Dear Angie / No Escaping Your Love                                                 | -        | -        | -        | -    |
| CT 1               | -                  | -                  | -                  | Various Artists                               | Wall's Ice Cream (EP)                                                              | 18.07.69 | -        | -        | -    |
| APPLE 15           | 1810               | APPLE-8895         | APPLE.15           | Radha Krishna Temple                          | Hare Krishna Mantra / Prayer to the Spiritual Masters                              | 29.08.69 | 21.08.69 | .69      | .69  |
| APPLE 16           | -                  | -                  | -                  | Mary Hopkin                                   | Que Sera, Sera / Fields of St. Etienne                                             | 19.09.69 | 15.06.70 | -        | -    |
| APPLE 17           | 1811               | APPLE-8960         | APPLE.17           | Trash                                         | Golden Slumbers-Carry That Weight / Trash Can                                      | 26.09.69 | 15.10.69 | .11.69   |      |
| APPLE 18           | 1812               | APPLE-8953         |                    | Hot Chocolate Band                            | Give Peace a Chance / Living Without Tomorrow                                      | 10.10.69 | 27.10.69 | .69      |      |
| APPLE 19           | 1814               | APPLE-8975         |                    | Billy Preston                                 | Everything's Alright / I Want to Thank You                                         | 17.10.69 | 10.11.69 | .69      |      |
| APPLES 1001        | 1813               | APPLE-8967         | APPLES.1001        | Plastic Ono Band                              | Cold Turkey / Don't Worry Kyoko                                                    | 24.10.69 | 20.10.69 | .69      | .69  |
| R 5814             | 2654               | A-8943             | NZP.3245           | The Beatles                                   | Something / Come Together                                                          | 31.10.69 | 06.10.69 | 16.10.69 | .69  |
| APPLE 20           | 1815               | APPLE-9016         | APPLE.20           | Badfinger                                     | Come and Get It / Rock of All Ages                                                 | 05.12.69 | 02.02.70 | .69      |      |
| APPLES 1002        | -                  | -                  | -                  | Plastic Ono Band                              | You Know My Name (Look Up the Number) / What's the New Mary Jane                   | -        | -        | -        | -    |
| APPLE 21           | 1817               | APPLE-9065         | APPLE.21           | Billy Preston                                 | All That I've Got / As I Get Older                                                 | 30.01.70 | 16.02.70 | .70      | .70  |
| APPLE 22           | 1816               | APPLE-9053         | APPLE.22           | Mary Hopkin                                   | Temma Harbour / Lontano dagli occhi                                                | 16.01.70 | 09.02.70 | .70      | .70  |
| APPLE 23           | -                  | APPLE-9043         | APPLE.23           | Jackie Lomax                                  | How the Web Was Woven / Thumbin' a Ride                                            | 06.02.70 | -        | .70      | .70  |
| APPLE 24           | 1820               | APPLE-9066         | APPLE.24           | Doris Troy                                    | Ain't That Cute / Vaya Con Dios                                                    | 13.02.70 | 16.03.70 | .70      | .70  |
| APPLES 1003        | 1818               | APPLE-9084         | APPLES.1003        | Lennon/Ono/Plastic Ono Band                   | Instant Karma! / Who Has Seen the Wind?                                            | 21.02.70 | 20.02.70 | .03.70   | .70  |
| R 5833             | 2764               | A-9083             | NZP.3257           | The Beatles                                   | Let It Be / You Know My Name (Look Up the Number)                                  | 06.03.70 | 11.03.70 | 12.03.70 | .70  |
| APPLE 25           | 1821               | APPLE-9092         | APPLE.25           | Radha Krishna Temple                          | Govinda / Govinda Jai Jai                                                          | 06.03.70 | 24.03.70 | 04.70    | .70  |
| -                  | 1819               | -                  | -                  | Jackie Lomax                                  | How the Web Was Woven / (I) Fall Inside Your Eyes                                  | -        | 23.03.70 | -        | -    |
| APPLE 26           | -                  | APPLE-9105         | APPLE.26           | Mary Hopkin                                   | Knock, Knock Who's There? / I'm Going to Fall in Love Again                        | 23.03.70 | -        | .04.70   | .70  |
| -                  | 2832               | A-9163             | NZP.3371           | The Beatles                                   | The Long and Winding Road / For You Blue                                           | -        | 11.05.70 | 11.06.70 | .70  |
| -                  | -                  | -                  | -                  | The Beatles                                   | Oh! Darling / Here Comes the Sun                                                   | -        | -        | -        | -    |
| APPLE 27           | 1823               | APPLE-9190         | APPLE.27           | Mary Hopkin                                   | Que Sera, Sera / Fields of St. Etienne                                             | -        | 15.06.70 | .70      | .70  |
| APPLE 28           | 1824               | -                  | APPLE.28           | Doris Troy                                    | Jacob's Ladder / Get Back                                                          | 28.08.70 | 21.09.70 | -        |      |
| APPLE 29           | -                  | -                  | -                  | Billy Preston                                 | My Sweet Lord / Long As I Got My Baby                                              | -        | -        | -        | -    |
| -                  | 2969               | APPLE-9309         | NZP.3388           | Ringo Starr                                   | Beaucoups of Blues / Coochy-Coochy                                                 | -        | 05.10.70 | .70      | .70  |
| -                  | 1822               | -                  | -                  | Badfinger                                     | No Matter What / Carry on Till Tomorrow                                            | -        | 19.10.70 | -        | -    |
| APPLE 30           | 1825               | APPLE-9297         | APPLE.30           | Mary Hopkin                                   | Think About Your Children / Heritage                                               | 16.10.70 | 02.11.70 | .70      | .70  |
| APPLE 31           | -                  | APPLE-9316         | APPLE.31           | Badfinger                                     | No Matter What / Better Days                                                       | 06.11.70 | -        | .70      | .70  |
| APPLE 32           | -                  | APPLE-9318         | APPLE.32           | James Taylor                                  | Carolina in My Mind / Something's Wrong                                            | 06.11.70 | -        | .71      | .71  |
| -                  | 2995               | A-9342             | NZP.3391           | George Harrison                               | My Sweet Lord / Isn't It a Pity                                                    | -        | 23.11.70 | .71      | .71  |
| -                  | 1826               | -                  | -                  | Billy Preston                                 | My Sweet Lord / Little Girl                                                        | -        | 14.12.70 | -        | -    |
| -                  | 1827               | A-9401             | NZP.3395           | John Lennon/Plastic Ono Band                  | Mother / Why                                                                       | -        | 28.12.70 | .71      | .71  |
| R 5884             | -                  | -                  | -                  | George Harrison                               | My Sweet Lord / What Is Life                                                       | 15.01.71 | -        | -        | -    |
| -                  | 1828               | A-9424             | NZP.3397           | George Harrison                               | What Is Life / Apple Scruffs                                                       | -        | 15.02.71 | .71      | .71  |
| R 5889             | 1829               | A-9445             | NZP.3398           | Paul McCartney                                | Another Day / Oh Woman, Oh Why                                                     | 19.02.71 | 22.02.71 | .71      | .71  |
| R 5892             | -                  | A-9488             | NZP.3400           | John Lennon/Plastic Ono Band                  | Power to the People / Open Your Box                                                | 12.03.71 | -        | .71      | .71  |
| -                  | 1830               | -                  | -                  | John Lennon/Plastic Ono Band                  | Power to the People / Touch Me                                                     | -        | 22.03.71 | -        | -    |
| R 5898             | 1831               | A-9474             | NZP.3402           | Ringo Starr                                   | It Don't Come Easy / Early 1970                                                    | 09.04.71 | 16.04.71 | .71      | .71  |
| APPLE 33           | 1832               | APPLE-9478         | APPLE.33           | Ronnie Spector                                | Try Some, Buy Some / Tandoori Chicken                                              | 16.04.71 | 19.04.71 | .71      | .71  |
| APPLE 34           | -                  | APPLE-9565         | APPLE.34           | Mary Hopkin                                   | Let My Name Be Sorrow / Kew Gardens                                                | 18.06.71 | -        | .71      | .71  |
| APPLE 35           | 1833               | -                  | -                  | Badfinger                                     | Name of the Game / Suitcase                                                        | -        | -        | -        | -    |
| -                  | 1834               | -                  | -                  | Jackie Lomax                                  | Sour Milk Sea / I Fall Inside Your Eyes                                            | -        | 21.06.71 | -        | -    |
| -                  | -                  | A-9592             | NZP.3406           | Paul & Linda McCartney                        | Eat at Home / Smile Away                                                           | -        | -        | .71      | .71  |
| APPLE 36           | 1835               | APPLE-9599         | APPLE.36           | Bill Elliot and the Elastic Oz Band           | God Save Us / Do the Oz                                                            | 16.07.71 | 07.07.71 | .71      | .71  |
| R 5912             | 1836               | A-9615             | NZP.3408           | George Harrison                               | Bangla Desh / Deep Blue                                                            | 30.07.71 | 28.07.71 | .71      | .71  |
| -                  | 1837               | A-9669             | NZP.3410           | Paul & Linda McCartney                        | Uncle Albert/Admiral Halsey / Too Many People                                      | -        | 02.08.71 | .71      | .71  |
| R 5914             | -                  | -                  | -                  | Paul & Linda McCartney                        | The Back Seat of My Car / Heart of the Country                                     | 13.08.71 | -        | -        | -    |
| APPLE 37           | 1838               | -                  | -                  | Ravi Shankar                                  | Joi Bangla / Oh Bhaugowan / Raga Mishri                                            | 27.08.71 | 31.08.71 | -        | -    |
| APPLE 38           | 1839               | APPLE-9725         | APPLE.38           | Yoko Ono                                      | Mrs. Lennon / Midsummer in New York                                                | 29.10.71 | 29.09.71 | .71      | .71  |
| -                  | 1840               | -                  | NZP.3412           | John Lennon                                   | Imagine / It's So Hard                                                             | -        | 11.10.71 | -        | .71  |
| -                  | 1841               | -                  | -                  | Badfinger                                     | Day After Day / Money                                                              | -        | 15.11.71 | -        | -    |
| APPLE 39           | -                  | APPLE-9742         | APPLE.39           | Mary Hopkin                                   | Water, Paper And Clay / Jefferson                                                  | 26.11.71 | -        | .71      |      |
| -                  | 1843               | -                  | -                  | Mary Hopkin                                   | Water, Paper and Clay / Streets of London                                          | -        | 26.11.71 | -        | -    |
| R 5932             | -                  | -                  | -                  | Wings                                         | Love Is Strange / I Am Your Singer                                                 | -        | -        | -        | -    |
| APPLE 40           | -                  | APPLE-9782         | APPLE.40           | Badfinger                                     | Day After Day / Sweet Tuesday Morning                                              | 14.01.72 | -        | .72      | .72  |
| APPLE 41           | -                  | -                  | -                  | Yoko Ono                                      | Mind Train / Listen, the Snow Is Falling                                           | 21.01.72 | -        | -        | -    |
| -                  | 1846               | -                  | -                  | John Lennon/Plastic Ono Band                  | The Luck of the Irish / Attica State                                               | -        | -        | -        | -    |
| -                  | -                  | -                  | -                  | The Beatles                                   | All Together Now / Hey Bulldog                                                     | -        | -        | -        | -    |
| R 5936             | 1847               | A-9866             | NZP.3423           | Wings                                         | Give Ireland Back to the Irish / Give Ireland Back to the Irish (version)          | 25.02.72 | 28.02.72 | .72      | .72  |
| R 5944             | 1849               | A-9879             | NZP.3425           | Ringo Starr                                   | Back Off Boogaloo / Blindman                                                       | 18.03.72 | 20.03.72 | .04.72   | .72  |
| APPLE 42           | 1844               | APPLE-9888         | APPLE.42           | Badfinger                                     | Baby Blue / Flying                                                                 | -        | 20.03.72 | .05.72   | .72  |
| -                  | 1845               | -                  | -                  | Lon & Derrek Van Eaton                        | Sweet Music / Song of Songs                                                        | -        | 20.03.72 | -        | -    |
| -                  | 6498/6499          | -                  | -                  | David Peel And The Lower East Side            | F Is Not A Dirty Word / The Ballad of New York City / John Lennon-Yoko Ono         | -        | 20.4.72  | -        | -    |
| R 5949             | 1851               | A-9924             | NZP.3427           | Wings                                         | Mary Had a Little Lamb / Little Woman Love                                         | 12.05.72 | 29.05.72 | .06.72   | .72  |
| R 5953             | 1848               | -                  | NZP.3441           | John Lennon/Plastic Ono Band                  | Woman Is the Nigger of the World / Sisters, O Sisters                              | -        | 24.04.72 | -        | .72  |
| APPLE 43           | 1850               | APPLE-9948         | APPLE.43           | Chris Hodge                                   | We're on Our Way / Supersoul                                                       | 09.06.72 | 29.05.72 | .72      | .72  |
| -                  | 6545/6546          | -                  | -                  | David Peel And The Lower East Side            | The Hippie From New York City / The Ballad Of New York City / John Lennon-Yoko Ono | -        | 16.6.72  | -        | -    |
| APPLE 44           | 1852               | APPLE-10077        | APPLE.44           | The Sundown Playboys                          | Saturday Nite Special / Valse De Soleil Coucher                                    | 17.11.72 | 31.10.72 | .73      | .73  |
| -                  | 1853               | -                  | -                  | Yoko Ono                                      | Now or Never / Move on Fast                                                        | -        | 13.11.72 | -        | -    |
| R 5970             | 1842               | A-10047            | NZP.3446           | John & Yoko/Plastic Ono Band                  | Happy Xmas (War Is Over) / Listen, the Snow Is Falling                             | 24.11.72 | 01.12.71 | .72      | .72  |
| -                  | 1854               | APPLE-10095        | -                  | Elephant's Memory                             | Liberation Special / Madness                                                       | -        | 30.11.72 | .12.72   | -    |
| -                  | 1855               | -                  | -                  | Mary Hopkin                                   | Knock Knock, Who's There? / International                                          | -        | 13.11.72 | -        | -    |
| APPLE 45           | -                  | -                  | -                  | Elephant's Memory                             | Power Boogie / Liberation Special                                                  | 01.12.72 | -        | -        | -    |
| R 5973             | 1857               | A-10099            | NZP.3449           | Wings                                         | Hi, Hi, Hi / C Moon                                                                | 01.12.72 | 04.12.72 | .01.73   | .73  |
| -                  | 1858               | -                  | -                  | Chris Hodge                                   | Goodbye, Sweet Lorraine / Contact Love                                             | -        | 31.01.73 | -        | -    |
| APPLE 46           | -                  | -                  | -                  | Lon & Derrek Van Eaton                        | Warm Woman / More Than Words                                                       | 09.03.73 | -        | -        | -    |
| R 5985             | 1861               | A-10200            | NZP.3453           | Paul McCartney & Wings                        | My Love / The Mess                                                                 | 23.03.73 | 09.04.73 | .73      | .73  |
| APPLE 47           | 1859               | -                  | -                  | Yoko Ono                                      | Death of Samantha / Yang Yang                                                      | 04.05.73 | 26.02.73 | -        | -    |
| R 5987             | 1863               | A-10270            | NZP.3456           | Wings                                         | Live and Let Die / I Lie Around                                                    | 01.06.73 | 18.06.73 | .73      | .73  |
| R 5988             | 1862               | A-10230            | NZP.3455           | George Harrison                               | Give Me Love (Give Me Peace on Earth) / Miss O'Dell                                | 25.05.73 | 07.05.73 | .73      | .73  |
| R 5992             | 1865               | A-10360            | NZP.3461           | Ringo Starr                                   | Photograph / Down and Out                                                          | 19.10.73 | 24.09.73 | .73      | .73  |
| -                  | 1866               | -                  | -                  | George Harrison                               | Don't Let Me Wait Too Long / Sue Me, Sue You Blues                                 | -        | -        | -        | -    |
| -                  | 1867               | -                  | -                  | Yoko Ono                                      | Woman Power / Men Men Men                                                          | -        | 24.09.73 | -        | -    |
| R 5993             | 1869               | A-10359            | NZP.3462           | Paul McCartney & Wings                        | Helen Wheels / Country Dreamer                                                     | 26.10.73 | 12.11.73 | .73      |      |
| APPLE 48           | -                  | -                  | -                  | Yoko Ono                                      | Run, Run, Run / Men Men Men                                                        | 09.11.73 | -        | -        | -    |
| R 5994             | 1868               | A-10365            | NZP.3463           | John Lennon                                   | Mind Games / Meat City                                                             | 16.11.73 | 29.10.73 | .74      |      |
| R 5995             | 1870               | A-10430            | NZP.3465           | Ringo Starr                                   | You're Sixteen / Devil Woman                                                       | 08.02.74 | 03.12.73 | .74      | .74  |
| -                  | -                  | A-10424            | NZP.3466           | Paul McCartney & Wings                        | Mrs Vandebilt / Bluebird                                                           | -        | -        | .74      | .74  |
| -                  | 1871               | -                  | -                  | Paul McCartney & Wings                        | Jet / Mamunia                                                                      | -        | 28.01.74 | -        | -    |
| R 5996             | 1871               | -                  | NZP.3466           | Paul McCartney & Wings                        | Jet / Let Me Roll It                                                               | 15.02.74 | 18.02.74 | -        | .74  |
| -                  | 1872               | A-10484            | NZP.3471           | Ringo Starr                                   | Oh My My / Step Lightly                                                            | -        | 18.02.74 | .74      | .74  |
| APPLE 49           | 1864               | APPLE-10438        | APPLE.49           | Badfinger                                     | Apple of My Eye / Blind Owl                                                        | 08.03.74 | 10.12.73 | .74      | .74  |
| -                  | 1873               | -                  | NZP.3479           | Paul McCartney & Wings                        | Band on the Run / Nineteen Hundred and Eighty-Five                                 | -        | 08.04.74 | -        | .74  |
| R 5997             | -                  | -                  | -                  | Paul McCartney & Wings                        | Band on the Run / Zoo Gang                                                         | 28.06.74 | -        | -        | -    |
| R 5998             | 1874               | A-10630            | NZP.3441           | John Lennon                                   | Whatever Gets You Thru the Night / Beef Jerky                                      | 04.10.74 | 23.09.74 | .74      | .74  |
| R 5999             | 1875               | A-10626            | NZP.3487           | Paul McCartney & Wings                        | Junior's Farm / Sally G                                                            | 25.10.74 | 04.11.74 | .74      | .74  |
| R 6000             | 1876               | A-10671            | NZP3588            | Ringo Starr                                   | Only You (And You Alone) / Call Me                                                 | 15.11.74 | 11.11.74 | .74      | .74  |
| -                  | 1877               | -                  | NZP.3493           | George Harrison                               | Dark Horse / I Don't Care Anymore                                                  | -        | 18.11.74 | -        | .74  |
| R 6001             | -                  | A-10696            |                    | George Harrison                               | Dark Horse / Hari's On Tour (Express)                                              | 28.02.75 | -        | .75      | -    |
| R 6002             | -                  | A-10629            | NZP.3494           | George Harrison                               | Ding Dong, Ding Dong / I Don't Care Anymore                                        | 06.12.74 | -        | .74      | .74  |
| R 6003             | 1878               | A-10694            | NZP.3495           | John Lennon                                   | #9 Dream / What You Got                                                            | 31.01.75 | 16.12.74 | .75      | .75  |
| -                  | 1879               | -                  |                    | George Harrison                               | Ding Dong, Ding Dong / Hari's On Tour (Express)                                    | -        | 23.12.74 | -        | -    |
| -                  | 1880               | -                  | -                  | Ringo Starr                                   | No No Song / Snookeroo                                                             | -        | 27.01.75 | -        | -    |
| R 6004             | -                  | A-10711            | -                  | Ringo Starr                                   | Snookeroo / Oo-Wee                                                                 | 21.02.75 | -        | .75      | -    |
| R 6005             | 1881               | A-10779            | NZP.3503           | John Lennon                                   | Stand by Me / Move Over Ms. L                                                      | 18.04.75 | 10.03.75 | .75      | .75  |
| -                  | -                  | -                  | -                  | John Lennon                                   | Be-Bop-A-Lula / Move Over Ms. L                                                    | -        | -        | -        | -    |
| -                  | -                  | -                  | NZP.3510           | Ringo Starr                                   | No No Song / Call Me                                                               | -        | -        | -        | .75  |
| -                  | 1882               | -                  | -                  | Ringo Starr                                   | (It's All Down to) Goodnight Vienna / Oo-Wee                                       | -        | 02.06.75 | -        | -    |
| -                  | 1883               | -                  | -                  | John Lennon                                   | Slippin' and Slidin' / Ain't That a Shame                                          | -        | -        | -        | -    |
| R 6007             | 1884               | A-10920            | NZP.3520           | George Harrison                               | You / World of Stone                                                               | 12.09.75 | 15.09.75 | 29.09.75 | .75  |
| R 6009             | -                  | -                  | -                  | John Lennon                                   | Imagine / Working Class Hero                                                       | 24.10.75 | -        | -        | -    |
| R 6011             | -                  | -                  | -                  | Ringo Starr                                   | Oh My My / No No Song                                                              | 09.01.76 | -        | -        | -    |
| R 6012             | 1885               | A-11017            | NZP.3528           | George Harrison                               | This Guitar (Can't Keep from Crying) / Māya Love                                   | 06.02.76 | 08.12.75 | .76      | .76  |
| G45 2              | -                  | -                  | -                  | John Lennon                                   | Give Peace a Chance / Cold Turkey                                                  | 12.03.84 | -        | -        | -    |
| G45 13             | -                  | -                  | -                  | Ringo Starr                                   | It Don't Come Easy / Back Off Boogaloo                                             | 12.03.84 | -        | -        | -    |
| APP 1              | -                  | -                  |                    | Various Artists                               | Apple EP                                                                           | 21.10.91 | -        | -        | -    |
| R 6406             | 8583492            |                    |                    | The Beatles                                   | Baby It's You / I'll Follow the Sun / Devil in Her Heart / Boys                    | 06.03.95 | 01.12.94 |          |      |
| R 6422             | 8584972            |                    |                    | The Beatles                                   | Free as a Bird / Christmas Time (Is Here Again)                                    | 04.12.95 | 12.12.95 |          |      |
| R 6425             | 8585442            |                    |                    | The Beatles                                   | Real Love / Baby's in Black                                                        | 04.03.96 | 05.03.96 |          |      |
|                    |                    |                    |                    | The Beatles                                   | Now and Then / Love Me Do                                                          | 02.11.23 | 02.11.23 |          |      |

## Album
| Numero di catalogo | Numero di catalogo | Artista                           | Titolo                                | Data     | Data     |
| UK                 | US                 | Artista                           | Titolo                                | UK       | US       |
| ------------------ | ------------------ | --------------------------------- | ------------------------------------- | -------- | -------- |
| (S) APCOR 1        | ST 3350            | George Harrison                   | Wonderwall Music                      | 01.11.68 | 02.12.68 |
| PCS (PMC) 7067/68  | SWBO 101           | The Beatles                       | The Beatles                           | 22.11.68 | 25.11.68 |
| (S) APCOR 2        | T 5001             | John Lennon & Yoko Ono            | Unfinished Music No.1: Two Virgins    | 29.11.68 | 17.01.69 |
| (S) APCOR 3        | SKAO 3352          | James Taylor                      | James Taylor                          | 06.12.68 | 17.02.69 |
| (S) APCOR 4        | ST 3353            | Modern Jazz Quartet               | Under the Jasmin Tree                 | 06.12.68 | 17.02.69 |
| PCS (PMC) 7070     | SW 153             | The Beatles                       | Yellow Submarine                      | 17.01.69 | 13.01.69 |
| (S) APCOR 5        | ST 3351            | Mary Hopkin                       | Post Card                             | 21.02.69 | 03.03.69 |
| (S) APCOR 6        | ST 3354            | Jackie Lomax                      | Is This What You Want?                | 14.03.69 | 17.05.69 |
| SAPCOR 7           | -                  | Delaney & Bonnie                  | The Original Delaney & Bonnie         | -        | -        |
| SAPCOR 8           | ST 3355            | The Iveys                         | Maybe Tomorrow                        | -        | -        |
| SAPCOR 9           | ST 3359            | Billy Preston                     | That's the Way God Planned It         | 22.08.69 | 10.09.69 |
| PCS 7088           | SO 383             | The Beatles                       | Abbey Road                            | 26.09.69 | 01.10.69 |
| SAPCOR 10          | STAO 3360          | Modern Jazz Quartet               | Space                                 | 24.10.69 | 10.11.69 |
| SAPCOR 11          | SMAX 3361          | John Lennon & Yoko Ono            | Wedding Album                         | 07.11.69 | 20.10.69 |
| CORE 2001          | SW 3362            | Plastic Ono Band                  | Live Peace in Toronto 1969            | 12.12.69 | 12.12.69 |
| SAPCOR 12          | ST 3364            | Badfinger                         | Magic Christian Music                 | 09.01.70 | 16.02.70 |
| CPCS 106           | SW 385 / SO 385    | The Beatles                       | Hey Jude                              | -        | 26.02.70 |
| PCS 7101           | SW 3365            | Ringo Starr                       | Sentimental Journey                   | 27.03.70 | 24.04.70 |
| PCS 7102           | SMAS 3363          | Paul McCartney                    | McCartney                             | 17.04.70 | 20.04.70 |
| PXS 1              | AR 34001           | The Beatles                       | Let It Be                             | 08.05.70 | 18.05.70 |
| SAPCOR 13          | ST 3371            | Doris Troy                        | Doris Troy                            | 11.09.70 | 11.09.70 |
| SAPCOR 14          | ST 3370            | Billy Preston                     | Encouraging Words                     | 11.09.70 | 11.09.70 |
| PAS 10002          | SMAS 3368          | Ringo Starr                       | Beaucoups of Blues                    | 25.09.70 | 28.09.70 |
| SAPCOR 15          | SMAS 3369          | London Sinfonietta / John Tavener | The Whale                             | 25.09.70 | 15.10.70 |
| PCS 7096           | -                  | The Beatles                       | Let It Be                             | 06.11.70 | -        |
| SAPCOR 16          | SKAO 3367          | Badfinger                         | No Dice                               | 27.11.70 | 09.11.70 |
| STCH 639           | STCH 639           | George Harrison                   | All Things Must Pass                  | 30.11.70 | 27.11.70 |
| PCS 7124           | SW 3372            | John Lennon/Plastic Ono Band      | John Lennon/Plastic Ono Band          | 11.12.70 | 11.12.70 |
| SAPCOR 17          | SW 3373            | Yoko Ono/Plastic Ono Band         | Yoko Ono/Plastic Ono Band             | 11.12.70 | 11.12.70 |
| LYN 2154           | -                  | The Beatles                       | From Then To You                      | 18.12.70 | -        |
| -                  | SBC 100            | The Beatles                       | The Beatles' Christmas Album          | -        | 14.02.71 |
| PAS 10003          | SMAS 3375          | Paul & Linda McCartney            | Ram                                   | 28.05.71 | 17.05.71 |
| SAPCOR 18          | SKAO 3376          | Radha Krishna Temple              | The Radha Krsna Temple                | 28.05.71 | 21.05.71 |
| SAPCOR 19          | SW 3387            | Badfinger                         | Straight Up                           | 04.02.72 | 13.12.71 |
| SAPCOR 20          | -                  | London Sinfonietta / John Tavener | Celtic Requiem                        | 14.05.71 | -        |
| -                  | SW 3377            | Stelvio Cipriani                  | Come Together                         | -        | 20.09.71 |
| SAPCOR 21          | SMAS 3381          | Mary Hopkin                       | Earth Song/Ocean Song                 | 01.10.71 | 03.11.71 |
| PAS 10004          | SW 3379            | John Lennon                       | Imagine                               | 08.10.71 | 09.09.71 |
| SAPTU 101/2        | SVBB 3380          | Yoko Ono                          | Fly                                   | 03.12.71 | 20.09.71 |
| -                  | SWAO 3384          | Original Soundtrack Recording     | Raga                                  | -        | 07.12.71 |
| PCS 7142           | SW 3386            | Wings                             | Wild Life                             | 07.12.71 | 07.12.71 |
| STCX 3385          | STCX 3385          | George Harrison And Friends       | The Concert for Bangladesh            | 10.01.72 | 20.12.71 |
| -                  | SWAO 3388          | Original Soundtrack Recording     | El Topo                               | -        | 27.12.71 |
| 5C 244-93536       | -                  | Mary Hopkin                       | The Best of Mary Hopkin               | 31.03.72 | -        |
| -                  | SW 3391            | David Peel & The Lower East Side  | The Pope Smokes Dope                  | -        | 17.04.72 |
| PCSP 716           | SVBB 3392          | John & Yoko/Plastic Ono Band      | Some Time in New York City            | 15.09.72 | 16.06.72 |
| SAPCOR 22          | SMAS 3389          | Elephant's Memory                 | Elephant's Memory                     | 10.11.72 | 18.09.72 |
| SAPCOR 23          | SW 3395            | Mary Hopkin                       | Those Were The Days                   | 24.11.72 | 25.09.72 |
| APCOR 24           | SW 3400            | Various Artists                   | Phil Spector's Christmas Album        | 08.12.72 | 01.12.72 |
| SAPCOR 25          | SMAS 3390          | Lon & Derrek Van Eaton            | Brother                               | 09.02.73 | 22.09.72 |
| SAPDO 1001         | SVBB 3399          | Yoko Ono                          | Approximately Infinite Universe       | 16.02.73 | 08.01.73 |
| SAPDO 1002         | SVBB 3396          | Ravi Shankar & Ali Akbar Khan     | In Concert 1972                       | 13.04.73 | 13.04.73 |
| PCSP 717           | SKBO 3403          | The Beatles                       | 1962-1966                             | 19.04.73 | 02.04.73 |
| PCSP 718           | SKBO 3404          | The Beatles                       | 1967-1970                             | 19.04.73 | 02.04.73 |
| PCTC 251           | SMAL 3409          | Paul McCartney & Wings            | Red Rose Speedway                     | 04.05.73 | 03.04.73 |
| PAS 10006          | SMAS 3410          | George Harrison                   | Living in the Material World          | 22.06.73 | 30.05.73 |
| PCS 7165           | SW 3414            | John Lennon                       | Mind Games                            | 16.11.73 | 02.11.73 |
| SAPCOR 26          | SW 3412            | Yoko Ono                          | Feeling the Space                     | 23.11.73 | 02.11.73 |
| PCTC 252           | SWAL 3413          | Ringo Starr                       | Ringo                                 | 23.11.73 | 02.11.73 |
| PAS 10007          | SO 3415            | Paul McCartney & Wings            | Band on the Run                       | 07.12.73 | 05.12.73 |
| SAPCOR 27          | SW 3411            | Badfinger                         | Ass                                   | 08.03.74 | 26.11.73 |
| PCTC 253           | SW 3416            | John Lennon                       | Walls and Bridges                     | 04.10.74 | 26.11.74 |
| PCS 7168           | SW 3417            | Ringo Starr                       | Goodnight Vienna                      | 15.11.74 | 18.11.74 |
| PAS 10008          | SMAS 3418          | George Harrison                   | Dark Horse                            | 20.12.74 | 09.12.74 |
| PCS 7169           | SK 3419            | John Lennon                       | Rock 'n' Roll                         | 21.02.75 | 17.02.75 |
| PAS 10009          | SW 3420            | George Harrison                   | Extra Texture (Read All About It)     | 03.10.75 | 22.09.75 |
| PCS 7173           | SW 3421            | John Lennon                       | Shaved Fish                           | 24.10.75 | 24.10.75 |
| PCS 7170           | SW 3422            | Ringo Starr                       | Blast from Your Past                  | 12.12.75 | 20.11.75 |
| PCSP 726           | 7243 8 31796       | The Beatles                       | Live at the BBC                       | 30.11.94 | 30.11.94 |
| SAPCOR 28          | 7243 8 30129       | Badfinger                         | The Best of Badfinger                 | 31.05.95 | 95       |
| PCSP 727           | 7243 8 34445       | The Beatles                       | Anthology 1                           | 21.11.95 | 21.11.95 |
| PCSP 728           | 7243 8 34448       | The Beatles                       | Anthology 2                           | 18.03.96 | 18.03.96 |
| PCSP 729           | 7243 8 34451       | The Beatles                       | Anthology 3                           | 28.10.96 | 28.10.96 |
| 7243 5 21481       | 7243 8 34451       | The Beatles                       | Yellow Submarine Songtrack            | 13.09.99 | 14.09.99 |
| 7243 5 26974       | 7243 5 26974       | Badfinger                         | The Very Best of Badfinger            | 23.10.00 | 13.09.00 |
| 7243 5 29970       | 7243 5 29970       | The Beatles                       | 1                                     | 13.11.00 | 13.11.00 |
| 7243 5 95713       | 7243 5 95713       | The Beatles                       | Let It Be... Naked                    | 17.11.03 | 18.11.03 |
| 7243 8 75400       | 0946 8 66878 2     | The Beatles                       | The Capitol Albums, Volume 1          | 15.11.04 | 16.11.04 |
| 7243 3 60335       | 0946 3 57497 2     | The Beatles                       | The Capitol Albums, Volume 2          | 03.04.06 | 11.04.06 |
| 0946 3 79808 2 8   | 0946 3 79808 2 8   | The Beatles                       | Love                                  | 20.11.06 | 21.11.06 |
| 50999 9 65019 2 4  | 50999 9 65019 2 4  | George Harrison                   | Let It Roll: Songs by George Harrison | 16.06.09 | 16.06.09 |
| -                  | -                  | The Beatles                       | On Air - Live at the BBC Volume 2     | 22.11.13 | 22.11.13 |
| -                  | -                  | The Beatles                       | 1+                                    | 06.11.15 | 06.11.15 |

### Zapple Records
La Zapple fu una etichetta sussidiaria della Apple dedicata a registrazioni di musica sperimentale. Venne chiusa dopo sole poche uscite.
| Numero di catalogo | Numero di catalogo | Artista                | Titolo                                      | Data     | Data     |
| UK                 | US                 | Artista                | Titolo                                      | UK       | US       |
| ------------------ | ------------------ | ---------------------- | ------------------------------------------- | -------- | -------- |
| ZAPPLE 01          | ST 3357            | John Lennon & Yoko Ono | Unfinished Music No.2 - Life with the Lions | 09.05.69 | 26.05.69 |
| ZAPPLE 02          | ST 3358            | George Harrison        | Electronic Sound                            | 09.05.69 | 26.05.69 |
| ZAPPLE 03          | -                  | Richard Brautigan      | Listening to Richard Brautigan              | -        | -        |

## Ristampe

### Anni novanta
La Apple iniziò il processo di rimasterizzazione e ristampa del proprio catalogo in formato compact disc nel 1991, con l'aggiunta di varie bonus tracks. All'epoca, le uscite britanniche e statunitensi erano virtualmente identiche. Questa lista non include i dischi dei Beatles o delle loro carriere soliste (ad eccezione di Wonderwall Music ed Electronic Sound di George Harrison), in quanto essi furono ristampati in compact disc dalla Parlophone o dalla Capitol.
| Num. di catalogo | Artista                           | Titolo                        | Data     |
| ---------------- | --------------------------------- | ----------------------------- | -------- |
| CDP 7 97577 2    | James Taylor                      | James Taylor                  | 19.11.91 |
| CDP 7 97578 2    | Mary Hopkin                       | Postcard                      | 19.11.91 |
| CDP 7 97579 2    | Badfinger                         | Magic Christian Music         | 19.11.91 |
| CDP 7 97580 2    | Billy Preston                     | That's The Way God Planned It | 19.11.91 |
| CDP 7 97581 2    | Jackie Lomax                      | Is This What You Want?        | 19.11.91 |
| CDP 7 97582 2    | The Modern Jazz Quartet           | Under The Jasmine Tree        | 19.11.91 |
| CDP 7 98497 2    | London Sinfonietta / John Tavener | The Whale                     | 30.06.92 |
| CDP 7 98692 2    | The Iveys                         | Maybe Tomorrow                | 30.06.92 |
| CDP 7 98695 2    | Mary Hopkin                       | Earth Song/Ocean Song         | 30.06.92 |
| CDP 7 98698 2    | Badfinger                         | No Dice                       | 30.06.92 |
| CDP 7 98701 2    | Doris Troy                        | Doris Troy                    | 30.06.92 |
| CDP 7 98706 2    | George Harrison                   | Wonderwall Music              | 30.06.92 |
| 0777 7 81252 2   | London Sinfonietta / John Tavener | Celtic Requiem                | 18.05.93 |
| 0777 7 81255 2   | Radha Krishna Temple              | The Radha Krsna Temple        | 18.05.93 |
| 0777 7 81279 2   | Billy Preston                     | Encouraging Words             | 18.05.93 |
| 0777 7 81403 2   | Badfinger                         | Straight Up                   | 01.06.93 |
| 0777 7 90428 2   | Plastic Ono Band                  | Live Peace In Toronto 1969    | 01.05.95 |
| 7243 8 30129 2   | Badfinger                         | The Best of Badfinger         | 31.05.95 |
| 7243 8 30197 2   | Mary Hopkin                       | Those Were The Days           | 31.05.95 |
| 7243 8 53816 2   | The Modern Jazz Quartet           | Space                         | 10.12.96 |
| 7243 8 53817 2   | Ravi Shankar & Ali Akbar Khan     | In Concert 1972               | 10.12.96 |
| 7243 8 53899 2   | Badfinger                         | Ass                           | 10.12.96 |
| 7243 8 55239 2   | George Harrison                   | Electronic Sound              | 10.12.96 |

### 2009 Beatles Remasters
Nel 2009 venne pubblicata la discografia dei The Beatles in formato completamente rimasterizzato in digitale. La data di lancio a livello internazionale fu il 9 settembre 2009 (09.09.09) in concomitanza con l'uscita del videogioco The Beatles: Rock Band. Rimpiazzando le vecchie edizioni in CD del 1987, tutti gli album originali dei Beatles sono stati ristampati con acclusi dei mini-documentari in DVD, e i primi quattro album (Please Please Me, With The Beatles, A Hard Day's Night e Beatles for Sale) furono resi disponibili in stereo su CD per la prima volta. Inoltre, le raccolte Past Masters sono state riunite in un unico doppio CD, mentre nel 1988 erano stati pubblicati due volumi separati. In aggiunta, furono distribuiti due cofanetti: The Beatles Stereo Box Set e The Beatles in Mono .
A fine 2010, sono state ristampate anche le storiche compilation 1962-1966 e 1967-1970.
| Numero di catalogo        | Artista     | Titolo                                        | Data     |
| ------------------------- | ----------- | --------------------------------------------- | -------- |
| 0946 3 82413 2 4          | The Beatles | A Hard Day's Night                            | 09.09.09 |
| 0946 3 82414 2 3          | The Beatles | Beatles for Sale                              | 09.09.09 |
| 0946 3 82415 2 2          | The Beatles | Help!                                         | 09.09.09 |
| 0946 3 82416 2 1          | The Beatles | Please Please Me                              | 09.09.09 |
| 0946 3 82417 2 0          | The Beatles | Revolver                                      | 09.09.09 |
| 0946 3 82418 2 9          | The Beatles | Rubber Soul                                   | 09.09.09 |
| 0946 3 82419 2 8          | The Beatles | Sgt. Pepper's Lonely Hearts Club Band         | 09.09.09 |
| 0946 3 82420 2 4          | The Beatles | With The Beatles                              | 09.09.09 |
| 0946 3 82465 2 7          | The Beatles | Magical Mystery Tour                          | 09.09.09 |
| 0946 3 82466 2 6          | The Beatles | The Beatles                                   | 09.09.09 |
| 0946 3 82467 2 5          | The Beatles | Yellow Submarine                              | 09.09.09 |
| 0946 3 82468 2 4          | The Beatles | Abbey Road                                    | 09.09.09 |
| 0946 3 82472 2 7          | The Beatles | Let It Be                                     | 09.09.09 |
| 50999 2 43807 2 0         | The Beatles | Past Masters                                  | 09.09.09 |
| 5099969944901             | The Beatles | The Beatles in Stereo (16 CD + 1 DVD Box Set) | 09.09.09 |
| 5099969945120             | The Beatles | The Beatles in Mono (13 CD Box Set)           | 09.09.09 |
| RED 6266 / 5099990675225  | The Beatles | 1962-1966                                     | 18.10.10 |
| BLUE 6770 / 5099990674723 | The Beatles | 1967-1970                                     | 18.10.10 |
| 5099990991127 (UK/Europe) | The Beatles | 1962-1970 (Box Set di 1962-1966 + 1967-1970)  | 07.12.10 |